# Гарвард Кримсон

Лого команды

«Гарвард Кримсон» (англ. Harvard Crimson) — общее название сборных спортивных команд, представляющих Гарвардский университет (США). Спортсмены университета выступают в Первом дивизионе NCAA; в общей сложности в сезоне 2012/2013 года в этом дивизионе — высшем в NCAA — Гарвард был представлен 42 мужскими и женскими сборными по различным видам спорта, что было самым высоким показателем среди всех университетов США. Несмотря на то, что, как и в других вузах, входящих в «Лигу плюща», в Гарвардском университете не предусмотрено целевых стипендий для студентов-спортсменов, существенное увеличение грантов, предоставляемых студентам из небогатых семей и покрывающих высокую плату за обучение, обеспечивает приток перспективных спортсменов в эти вузы. Сборные университета выигрывали чемпионаты NCAA по американскому футболу, футболу, гольфу, хоккею, лакроссу, лёгкой атлетике, гребле и ряду других видов спорта.

## История

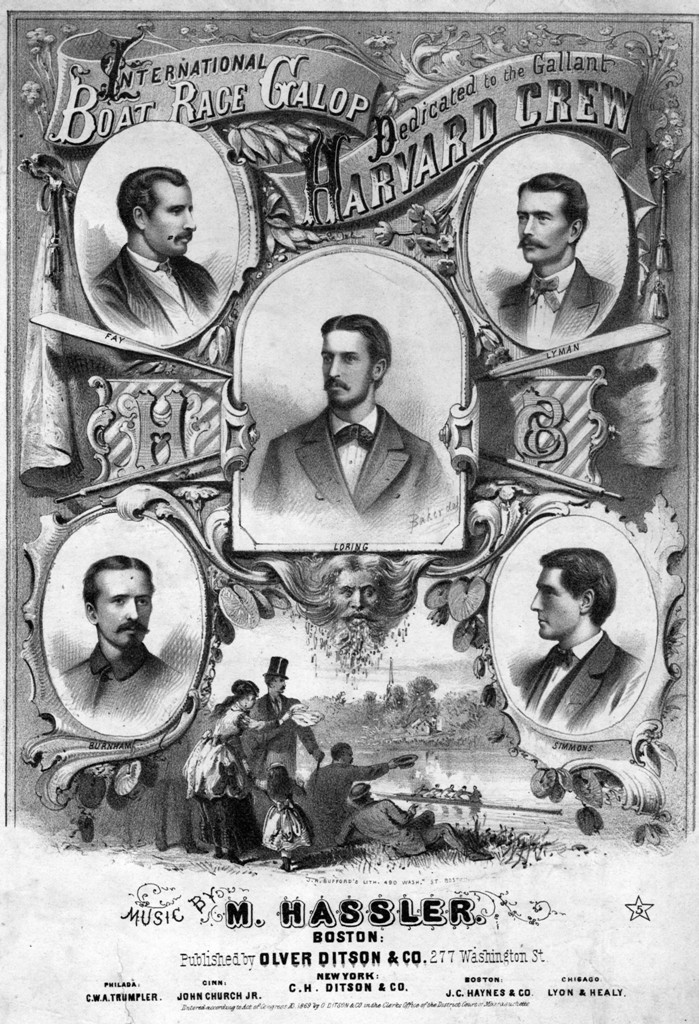
Члены гребной сборной Гарварда на международной регате 1869 года

Специальные помещения для занятий спортом были созданы в Гарвардском университете в 1820 году — впервые в США. Гарвард стал также одним из первых вузов США, студенты которых начали соревноваться между собой в различных видах спорта. В 1852 году на озере Уиннипесоки прошла гребная регата с участием студентов Гарварда и Йеля, в которой первенствовали гарвардские гребцы. Эта регата, которая считается старейшим студенческим спортивным состязанием в США, с тех пор проходила уже 150 раз, и в дальнейшем чаще оканчиваясь победой гарвардской команды. В 1867 году гарвардские гребцы, вдохновлённые победой четвёрки из Нью-Брансуика на международной регате в Париже, бросили вызов команде Оксфорда. Гонка состоялась только в 1869 году на распашных четвёрках с рулевым и принесла победу британцам, однако вызвала в США бум любительской (в том числе университетской) академической гребли.
Название университетской спортивной команды Harvard Crimson (рус. «Гарвардские малиновые») было принято на общем голосовании учащихся колледжа в мае 1875 года, а уже в июне в своём первом матче по футболу против команды университета Тафтса гарвардцы вышли на поле в белой форме с малиновой каймой и малиновыми гетрами. Этот матч вошёл в историю, как первый, в котором футбольная команда выступала в единой форме; однако некий прообраз спортивной формы был также впервые использован гребной командой Гарварда ещё в 1858 году, когда все гребцы вышли на дистанцию в одинаковых красных банданах.
Студенты Гарварда были широко представлены на первых Олимпийских играх современности в 1896 году в Афинах. Эллери Кларк (выпуск 1896 года) завоевал золотые медали в прыжках в длину и высоту, Уэллс Хойт (выпуск 1898 года) победил в прыжке с шестом, а бегун Томас Берк (выпуск 1901 года) — на дистанциях 100 и 400 м. Ещё одну золотую медаль — первую в легкоатлетической программе Игр — завоевал в тройном прыжке Джеймс Коннолли, ради участия в соревнованиях прервавший свою академическую карьеру в Гарварде. В 1949 году Коннолли получил звание почётного выпускника Гарвардского университета. В 1900 году Дуайт Дэвис и трое других студентов Гарварда стали организаторами международного матча по лаун-теннису против сборной команды Британских островов. Это соревнование, выигранное в дебютный год американской командой, стало впоследствии известно как Кубок Дэвиса — главный международный командный теннисный турнир.
В 1898 году Гарвард вместе с другими университетами «Лиги плюща» участвовал в конференции по реформе стандартов студенческого спорта, ставшей одним из первых шагов к формированию в 1906 году Национальной ассоциации студенческого спорта. Другой причиной формирования ассоциации и принятия единых строгих правил был высокий уровень травматизма в набиравшем популярность американском футболе: только за 1904 год 21 игрок погиб и больше двухсот получили серьёзные травмы. Общественное недовольство ситуацией достигло такого уровня, что начали звучать требования запретить этот вид спорта полностью, и президент Теодор Рузвельт (выпускник Гарварда) лично отдал распоряжение о реформе правил и формировании наблюдательных органов.
На протяжении истории университета сборные Гарварда выигрывали национальные любительские первенства, а в дальнейшем чемпионаты NCAA по американскому и европейскому футболу, гольфу, хоккею, лакроссу, лёгкой атлетике, борьбе, гребле, фехтованию, сквошу, теннису и парусному спорту.

## Команды по видам спорта

### Американский футбол

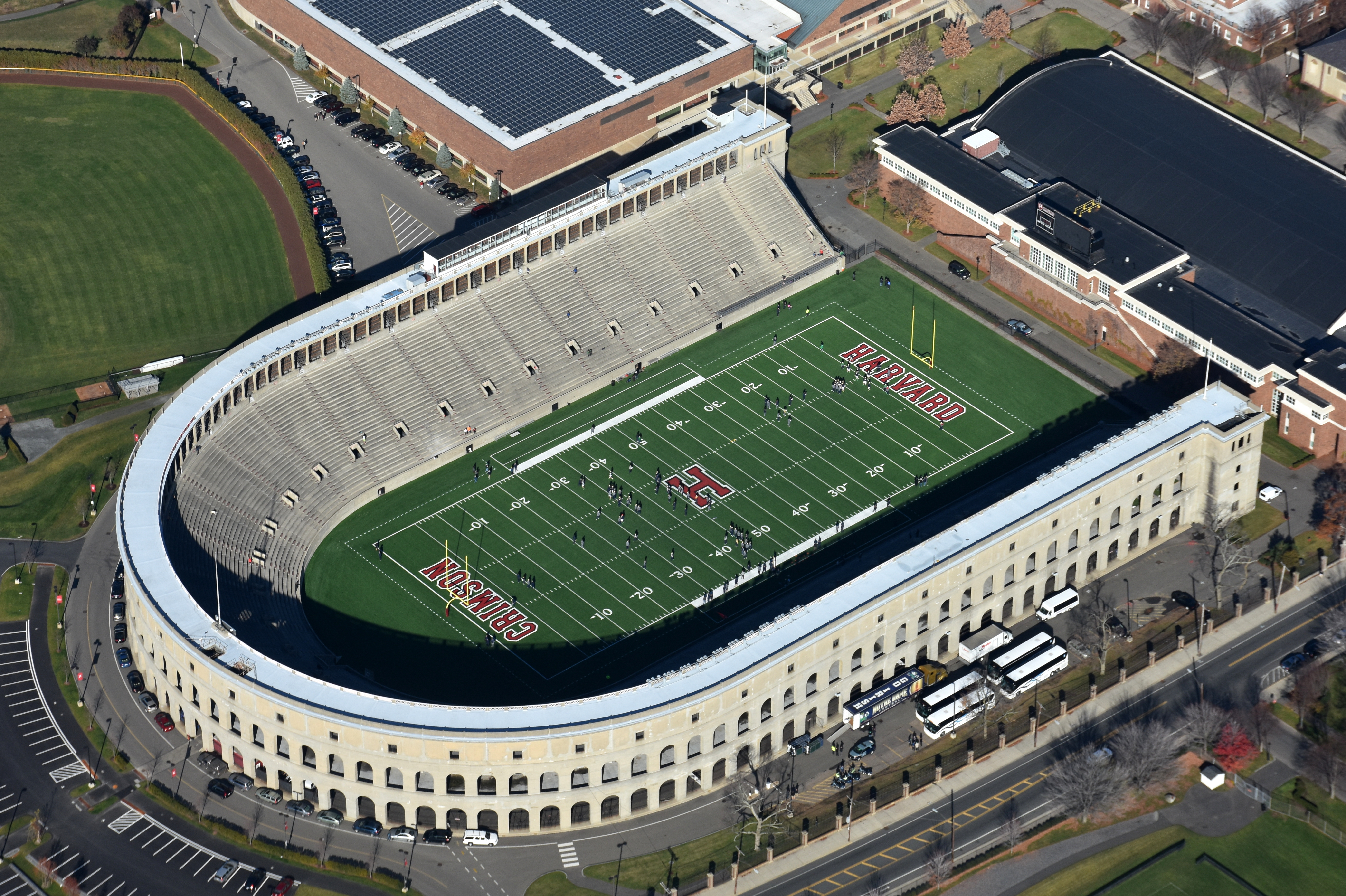
Гарвардский стадион для соревнований по американскому футболу

Футбольная команда существует в Гарварде с 1873 года. С 1890 по 1919 год гарвардская сборная выигрывала национальные чемпионаты, а затем чемпионаты NCAA семь раз. Нынешний гарвардский футбольный стадион открыт в 1903 году на средства выпускников 1879 года. Конструктивные новшества, применённые при его строительстве (бетон как основной строительный материал, приближенные к полю трибуны) стали образцом для будущих стадионов. Помимо «Гарвард Кримсон», проведших в родных стенах больше 600 матчей, стадион в течение двух лет служил домашним полем команде НФЛ «Бостон Пэтриотс»; здесь же проводились матчи по европейскому футболу в рамках турнира Олимпийских игр 1984 года. Гарвардский футбольный стадион — одна из трёх спортивных арен в США, которым присвоен статус национального памятника истории (две других — Йель-Боул, построенный в 1914 году, и Роуз-боул 1922 года постройки).

### Баскетбол
Мужская баскетбольная команда «Гарвард Кримсон» представляет Гарвардский университет в Лиге плюща 1-го дивизиона NCAA, периодически пробиваясь в турнир между конференциями (в сезоне 2011/2012, когда за сборную играл Кит Райт, это случилось в первый раз после 1946 года, а затем команда повторяла этот успех три сезона подряд с Уэсли Саундерсом). Домашние матчи проводятся в бостонском зале Lavietes Pavilion.
Женская команда Гарварда также выступает в Лиге плюща. С момента основания в 1974 году команда шесть раз пробивалась в общенациональный турнир — трижды в 1990-е годы и трижды в первое десятилетие XXI века. С 2009 года команда четыре раза играла в Национальном женском пригласительном турнире.

### Хоккей
Мужская хоккейная команда Гарварда провела свою первую игру 19 января 1898 года, проиграв в Бостоне сборной Брауновского университета. Противостояние Гарвардского и Брауновского университета является самым старым из продолжающихся по сей день в хоккее США. С 10 января 1903 года гарвардская команда не знала поражений почти шесть сезонов, за это время выиграв 22 матча, но со времени образования NCAA не могла завоевать чемпионское звание до 1989 года. Важное новшество в игровой тактике было применено в 1923 году главным тренером Гарварда Уильямом Клафлином, который вместо индивидуальных замен начал менять всю тройку нападения одновременно.
Женская сборная Гарварда играла в финалах чемпионата NCAA в 2003—2005 и в 2015 году, каждый раз проигрывая соперницам из Миннесоты — в первый раз представлявшим филиал Миннесотского университета в Дулуте, а все последующие командам главного отделения университета. В 1999 году, до того, как женский студенческий хоккей был официально включён в программу NCAA, гарвардская команда завоевала первое место в межвузовском чемпионате.

### Сквош
Мужская сборная Гарварда по сквошу выигрывала национальный чемпионат США более 30 раз, хотя между сезонами 1997/1998 и 2013/2014 ей не удалось сделать это ни разу. Женская сборная Гарвардского университета по сквошу в сезоне 2014/2015 завоевала свой 15-й Кубок Хоу — главный трофей в женском командном сквоше в США.

### Академическая гребля
После гонки 1852 года между гребными командами Гарварда и Йеля Гарвардский университет в 1870 году стал инициатором межвузовской гребной регаты. В первой регате приняли участие, помимо Гарварда, команды Брауновского университета, Амхертского колледжа и Боудин-колледжа. Эта регата стала традиционной, со временем в ней стали принимать участие десятки вузов.
Традиции Гарварда в академической гребле поддерживаются до настоящего времени. Первая сборная университета на лёгких и тяжёлых скифах выигрывала национальное первенство 18 раз среди мужчин и 8 раз среди женщин.